# Xavier Stockmar

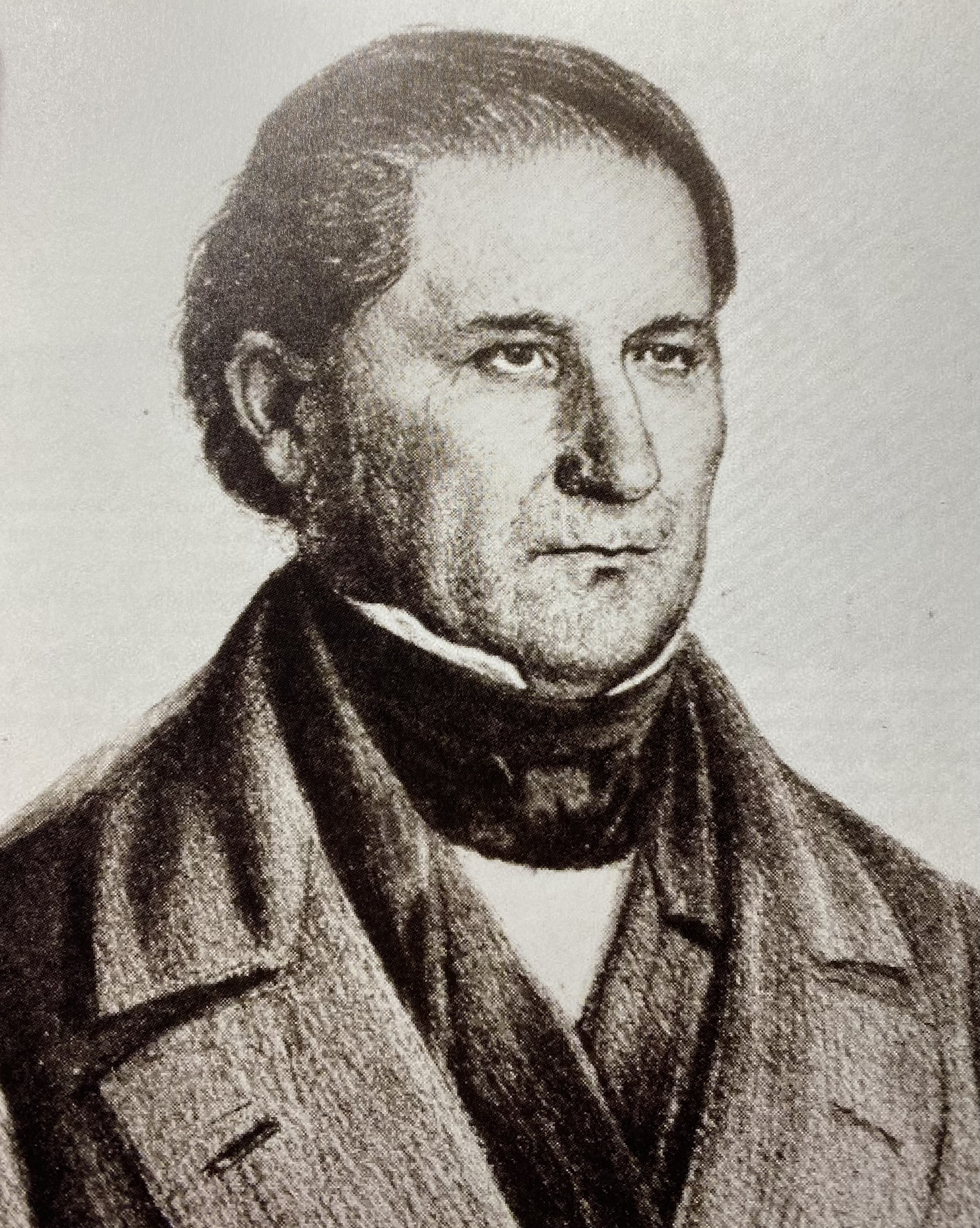
Xavier Stockmar

Xavier Stockmar (* 25. Dezember 1797 in Porrentruy; † 21. Juni 1864 in Bern) war ein jurassischer Patriot und ein liberaler Schweizer Politiker. Er gehörte dem Regierungsrat des Kantons Bern an und war später auch Mitglied des Nationalrats. Stockmar gilt als einer der frühesten Separatisten, die eine Loslösung des Jura von Bern anstrebten. Er verbrachte mehrere Jahre im Exil in Frankreich, um einer Anklage wegen angeblichen Hochverrats zu entgehen, wurde aber vollständig rehabilitiert und konnte seine politische Karriere fortsetzen.

## Biografie

### Jugendjahre und berufliche Tätigkeit
Stockmars Familie stammte ursprünglich aus Rastatt in der Markgrafschaft Baden-Baden. Sein Vater Franz Joseph Wenzel Stockmar war nach Porrentruy in der Ajoie gekommen, um für Sigismund von Roggenbach, den dort herrschenden Fürstbischof von Basel, als Oberforstmeister zu arbeiten. Seine Mutter Marguerite Brieffer stammte aus Aesch bei Basel, sein Bruder Antoine starb 1812 in der Schlacht an der Beresina. Xavier Stockmar erhielt seine schulische Bildung am Kollegium von Porrentruy und absolvierte eine kaufmännische Lehre in Porrentruy und Seloncourt. Danach war er als Angestellter in der Waffenfabrik Pont d’Able tätig. 1817 liess er sich in Montmelon einbürgern und 1820 heiratete er Rosalie Marquis, die Tochter eines Perückenmachers. Nachdem er von 1822 bis 1829 die Schmiede von Lucelle als Vizedirektor geleitet hatte, stieg er in Porrentruy in den Weinhandel ein. Ebenso gründete er zusammen mit einem Geschäftspartner eine Fuhrhalterei in der Stadt Basel. Durch Spekulation mit Liegenschaften im Elsass und mit Wein aus der Franche-Comté wurde er wohlhabend.
Die Lehrer am Kollegium waren stark jakobinisch, weshalb Stockmar schon in jungen Jahren für Demokratie und Liberalität eintrat. Insbesondere stellte er sich öffentlich gegen die seit 1815 bestehende Herrschaft des Berner Patriziats über den Jura. Wegen «unangemessener Äusserungen» verurteilte ihn der Landvogt von Porrentruy im März 1820 zu acht Tagen Hausarrest in der Wohnung seines Vaters. Zusammen mit Olivier Seuret und Louis Quiquerez schwor er am 31. Juli 1826 auf der elsässischen Burg Morimont feierlich, den Jura «von der Berner Oligarchie zu befreien». Dieser «Schwur von Morimont» wird von der jurassisch-separatistischen Geschichtsschreibung als Beginn der Auseinandersetzung um einen eigenständigen Kanton Jura betrachtet, der schliesslich 1979 gegründet werden sollte. In Porrentruy scharte Stockmar gleichgesinnte Intellektuelle um sich, darunter Jules Thurmann oder Joseph Vautrey, und lud zu Salons nach französischem Vorbild ein.

### Anführer der jurassischen Liberalen
Stockmars Texte erschienen in liberalen Zeitungen (darunter dem Nouvelliste vaudois), ausserdem schrieb er zwei Bände mit Versen und den Text des patriotischen Volkslieds La Rauracienne, das die jurassische Heimat preist und ihre Bürger zur Einigkeit und zum Kampf für die Freiheit aufruft. Das Vorhaben einer Kantonsgründung scheiterte am konfessionellen Gegensatz zwischen Katholiken und Reformierten sowie an regionalen Rivalitäten, weshalb Stockmar seine Strategie änderte. Er gab seine separatistischen Ziele vorübergehend auf und stellte seinen Kampf unter die allgemeinere Devise der liberalen Regeneration. Zu diesem Zweck verbündete er sich 1830 mit den führenden Liberalen im deutschsprachigen Kantonsteil wie Karl Neuhaus und die Gebrüder Schnell. Am 8. Januar 1831 besetzten revolutionäre Liberale aus der Ajoie die Stadt Delémont und zogen zwei Tage später nach Courrendlin, um sich für einen möglichen Marsch in Richtung Bern bereitzuhalten. Der aufgeschreckte Grosse Rat schrieb ein Kopfgeld auf Stockmar aus, doch nur wenige Tage später dankte das patrizische Regime ab und machte den Weg frei für eine liberale Neuordnung des Kantons.
Ab Februar 1831 arbeitete Stockmar als gewähltes Mitglied des Verfassungsrates an der neuen Kantonsverfassung mit. Zwar garantierte sie eine angemessene Vertretung der Jurassier im Grossen Rat, doch das einzige andere Zugeständnis war die Erhebung des Französischen zur Nationalsprache, während jede Art von regionaler Autonomie unberücksichtigt blieb. Einen Monat nach Annahme der Verfassung wurde Stockmar im August 1831 in den Grossen Rat gewählt und im Dezember desselben Jahres zum Regierungsstatthalter des Amtsbezirks Porrentruy ernannt. Ab Juli 1832 gab er die Zeitung L’Helvétie heraus. Entgegen den Vereinbarungen der Vereinigungsurkunde von 1815 versuchte der Regierungsrat, die römisch-katholische Kirche unter staatliche Kontrolle zu stellen und unterschrieb 1834 die Badener Artikel. Der Katholik Stockmar befürwortete die Dominanz des Staates über die Kirche, da sie die Glaubensfreiheit sichere. Viele katholische Jurassier nahmen ihm diese Haltung übel, sodass er die Wiederwahl in den Grossen Rat zunächst knapp verpasste. Über den Umweg einer Nachwahl im Amtsbezirk Thun schaffte er trotzdem den Wiedereinzug in die Legislative. Diese wählte ihn im Dezember 1835 erstmals in den Regierungsrat. 1836 erzwang die Garantiemacht Frankreich die Rücknahme der ratifizierten Badener Artikel.

### Exil und Rehabilitierung
Als Regierungsratsmitglied fand Stockmar wenig Befriedigung und er klagte wiederholt in seiner Zeitung über die mühselige Arbeitsweise, die kaum Fortschritte ermögliche. 1838 wollte die von Karl Neuhaus angeführte Regierung den von den Franzosen eingeführten und im Jura gebräuchlichen Code civil abschaffen. Daraufhin setzte sich Stockmar an die Spitze einer Protestbewegung und veröffentlichte ein Manifest für die Autonomie des Jura. Neuhaus hatte kein Verständnis für Sonderregelungen und distanzierte sich von seinem früheren Mitstreiter. Am 20. Juni 1839 stellte der Regierungsrat auf Betreiben von Neuhaus den Antrag, Stockmar wegen des Verdachts der Verbreitung separatistischer Propaganda und der Aufwiegelung zu Unruhen abzusetzen. Trotz mangelnder Beweise gaben die Abgeordneten vier Tage später mit 93 zu 32 Stimmen ihre Zustimmung. Stockmar nutzte die Empörung in Jura und liess sich im Oktober 1839 im Amtsbezirk Porrentruy erneut zum Grossrat wählen. Auf seine Initiative hin trafen sich die jurassischen Grossräte im Oktober 1839 in Glovelier, um eine Petition auszuarbeiten. Darin forderten sie unter anderem Änderungen im Bildungswesen, eine Steuersenkung und die Einrichtung einer konsultativen Kommission für den Jura.
Als im Frühjahr 1840 eine formelle Anklage wegen Hochverrats kurz bevorstand und die Regierung Polizeikräfte entsandte, um die Protestbewegung zu unterdrücken, konnte Stockmar der Verhaftung entgehen und floh nach Frankreich. Er lebte zunächst in Paris, wo er sich mit einem Kolonisationsprojekt für Schweizer in Algerien befasste, das er bereiste. Der eigentliche Prozess zog sich bis 1842 hin. Das Obergericht sprach ihn vom Verdacht des Hochverrats frei, verurteilte ihn aber wegen öffentlichen Aufruhrs zu einer Busse und einer hunderttägigen Gefängnisstrafe. Stockmar blieb er im selbstgewählten Exil und leitete von 1843 bis 1845 ein Stahlwerk in Valentigney, danach zog er sich auf sein Landgut Les Rosières bei Blamont zurück. Nach der Entmachtung von Neuhaus durch radikalliberale Kräfte um Jakob Stämpfli und Wilhelm Snell im Februar 1846 forderte Joseph Trouillat Stockmar zur Rückkehr auf. Vollständig rehabilitiert, liess er sich einen Monat später in den Verfassungsrat wählen, der eine noch liberalere Verfassung nach dem Prinzip der Volkssouveränität ausarbeitete. Es gelang ihm, einige Forderungen der Petition von 1839 einfliessen zu lassen. Der jurassische Kantonsteil erhielt Sonderrechte im Fürsorge- und Steuerwesen zugesprochen, der Code civil blieb zu einem grossen Teil erhalten und das Französische war nun Amtssprache (wenn auch nicht konsequent umgesetzt). Die Jurassier zeigten sich mit dem Erreichten zufrieden und nahmen die Verfassung am 31. Juli 1846 mit 88 % der Stimmen an.

### Weitere politische Tätigkeit

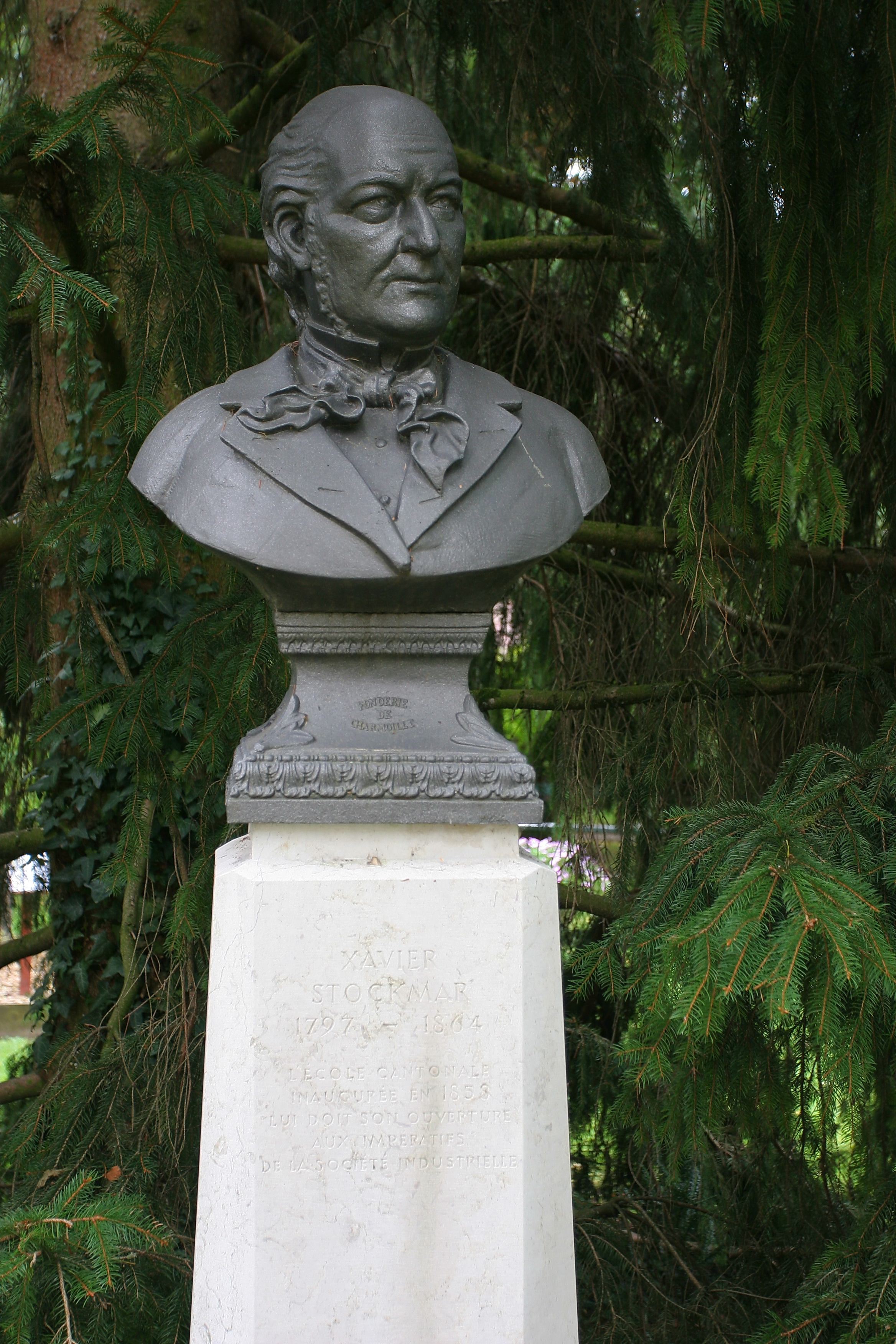
Büste im Jardin botanique de Porrentruy

Kurz nach seiner Rückkehr erhielt Stockmar das Ehrenbürgerrecht von Porrentruy, im August 1846 folgte die Wahl in den Grossen Rat. Dieser wiederum wählte ihn umgehend ein weiteres Mal zum Mitglied des Regierungsrats. Als solcher leitete er die Direktion für öffentliche Bauten, das vor allem für die Erweiterung des Strassennetzes zuständig war. Stockmar konnte zahlreiche Projekte abschliessen, die bereits von der Vorgängerregierung eingeleitet worden waren. In die Kritik geriet er wegen wiederholter Verzögerungen und Kostenüberschreitungen beim Bau der Tiefenaubrücke. Stockmar gehörte im Februar 1847 zu den Gründungsmitgliedern der Société jurassienne d’émulation und im Oktober 1847 ernannte ihn die Tagsatzung zum eidgenössischen Kommissar in den Sonderbundskantonen. Stockmar lehnte die Schweizer Bundesverfassung 1848 ab, weil sie ihm zu föderalistisch war und konnte die Jurassier von seiner Haltung überzeugen, blieb aber gesamthaft deutlich in der Minderheit. Daraufhin kandidierte er im September 1848 bei den ersten Nationalratswahlen und wurde im jurassischen Wahlkreis gewählt. 1850 wurde Stockmar nicht als Regierungsrat wiedergewählt und bei den Nationalratswahlen 1851 erzielte er das schlechteste Ergebnis im Jura. Er blieb dennoch Nationalrat, weil er zum zweiten Wahlgang im Wahlkreis Seeland antrat und sich dabei gegen Guillaume Henri Dufour durchsetzte.
Von 1850 bis 1854 sowie von 1858 bis 1862 war Stockmar erneut Abgeordneter des Grossen Rates. Beruflich war er ab 1852 als Direktor der metallurgischen Fabrik von Bellefontaine bei Saint-Ursanne tätig. Ab 1854 vertrat er im Nationalrat erneut den jurassischen Wahlkreis, wobei ihm dreimal die Wiederwahl gelang. Er setzte sich hauptsächlich für den Ausbau des Eisenbahnnetzes ein. 1856 lancierte er ein Komitee, das den Bahnbau im Jura vorantreiben sollte. Vier Jahre später ernannte ihn die Kantonsregierung zum Direktionspräsidenten der Bernischen Staatsbahn. Mehrmals versuchte Stockmar vergeblich, in den Regierungsrat wiedergewählt zu werden. Dies gelang ihm schliesslich im Juli 1862, woraufhin er die Leitung der Eisenbahndirektion übernahm. Er förderte den Bau der Bernischen Jurabahnen, welche die Region besser erschliessen sollten. Zu seinen Verdiensten gehört der Bau der Eisenbahnlinien Biel–Bern und Gümligen–Langnau. Kurz nachdem er mit den Arbeiten an einem neuen Eisenbahngesetz begonnen hatte, starb er im Juni 1864 im Alter von 66 Jahren.
Sein Grossneffe Joseph Stockmar war ebenfalls Nationalrat und bernischer Regierungsrat.